# دستگیره آشپزخانه

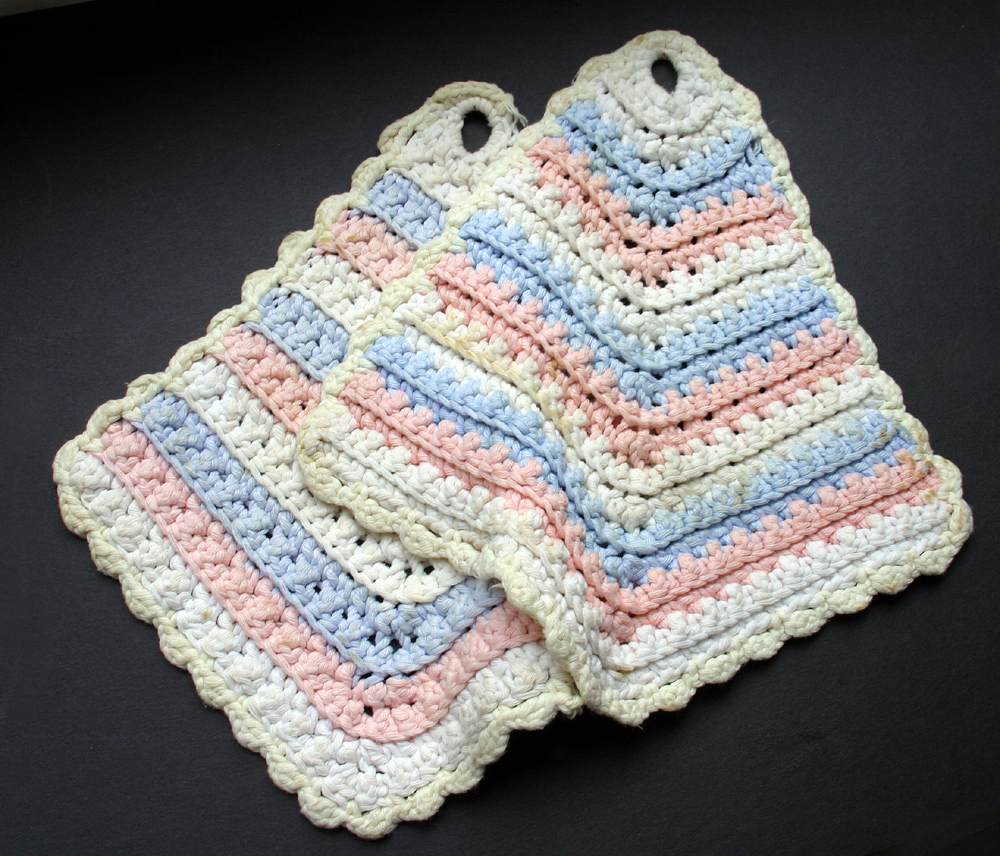
دستگیره آشپزخانه

دستگیره آشپزخانه (به انگلیسی: Pot-holder) یک تکه پارچه اغلب سیلیکونی است که برای پوشاندن دست هنگام نگه داشتن وسایل آشپزی داغ آشپزخانه مانند قابلمه و تابه استفاده می‌شود. آنها اغلب از پلی استر یا پنبه ساخته می‌شوند. نگهدارنده قابلمه فقط برای یک دست در هر زمان محافظت می‌کند. برای بلند کردن یک تابه با دو دسته داغ با هر دو دست، دو عدد دستگیره قابلمه نیاز است. برای نگه داشتن یک وسیله داغ، جا قابلمه را دور آن تا می‌کنند و با دست می‌گیرند. هنگامی که از پارچه نساجی ساخته می‌شود، نگهدارنده‌های قابلمه معمولاً دارای یک لایه داخلی از ماده ای هستند که عایق حرارتی را بین قسمت‌های بیرونی قرار می‌دهد. رایج‌ترین نوع موجود در بازار امروزه به شکل مربع است که طول ضلع آن از ۵ اینچ (۱۳ سانتی‌متر) تا ۱۰ اینچ (۲۵ سانتی‌متر) متغیر است و گوشه‌های آن کمی گرد است و یک حلقه در یکی از گوشه‌ها برای آویزان کردن وجود دارد.